# Kreis Szikszó
Der Kreis Szikszó (ungarisch Szikszói járás) ist ein Binnenkreis innerhalb des nordostungarischen Komitats Borsod-Abaúj-Zemplén. Als Nachfolger des Ende 2012 aufgelösten gleichnamigen Kleingebiets (ungarisch Szikszói kistérség) gelangten Anfang 2013 im Zuge der Verwaltungsreform 22 der 23 Gemeinden in den Nachfolger-Kreis, die Gemeinde Felsődobsza wechselte in den Kreis Gönc. Als Ausgleich kamen noch zwei Gemeinden aus dem aufgelösten Kleingebiet Encs in den neuen Kreis.

Der Kreis hat eine durchschnittliche Gemeindegröße von 708 Einwohnern auf einer Fläche von 12,89 Quadratkilometern. Die Bevölkerungsdichte des drittkleinsten Kreises war niedriger als der Komitatsdurchschnitt. Verwaltungssitz war die einzige Stadt Szikszó, im Süden des Kreises gelegen.

## Gemeindeübersicht
| Gemeinde         | Status   | Herkunft Kleingebiet | Einwohnerzahl | Einwohnerzahl | Einwohnerzahl | Fläche     | Bevölkerungs- dichte (Ew./km²) |
| Gemeinde         | Status   | Herkunft Kleingebiet | 01.10.2011    | 01.01.2013    | 01.01.2016    | 01.01.2016 | Bevölkerungs- dichte (Ew./km²) |
| ---------------- | -------- | -------------------- | ------------- | ------------- | ------------- | ---------- | ------------------------------ |
| Abaújlak         | Gemeinde | Szikszó              | 76            | 81            | 70            | 7,06       | 9,92                           |
| Abaújszolnok     | Gemeinde | Szikszó              | 177           | 195           | 169           | 8,66       | 19,5                           |
| Alsóvadász       | Gemeinde | Szikszó              | 1.562         | 1.531         | 1.511         | 22,90      | 66,0                           |
| Aszaló           | Gemeinde | Szikszó              | 1.880         | 1.860         | 1.835         | 25,35      | 72,4                           |
| Felsővadász      | Gemeinde | Szikszó              | 522           | 532           | 534           | 18,64      | 28,6                           |
| Gadna            | Gemeinde | Szikszó              | 260           | 265           | 271           | 8,09       | 33,5                           |
| Gagybátor        | Gemeinde | Szikszó              | 194           | 202           | 194           | 18,77      | 10,3                           |
| Gagyvendégi      | Gemeinde | Szikszó              | 214           | 216           | 207           | 12,32      | 16,8                           |
| Halmaj           | Gemeinde | Szikszó              | 1.811         | 1.838         | 1.833         | 12,60      | 145,5                          |
| Hernádkércs      | Gemeinde | Szikszó              | 297           | 307           | 290           | 7,41       | 39,1                           |
| Homrogd          | Gemeinde | Szikszó              | 931           | 933           | 885           | 13,43      | 65,9                           |
| Kázsmárk         | Gemeinde | Szikszó              | 966           | 959           | 974           | 12,48      | 78,0                           |
| Kiskinizs        | Gemeinde | Szikszó              | 338           | 348           | 323           | 7,17       | 45,0                           |
| Kupa             | Gemeinde | Szikszó              | 157           | 167           | 166           | 7,84       | 21,2                           |
| Léh              | Gemeinde | Szikszó              | 409           | 417           | 391           | 8,45       | 46,3                           |
| Monaj            | Gemeinde | Szikszó              | 228           | 223           | 241           | 11,53      | 20,9                           |
| Nagykinizs       | Gemeinde | Szikszó              | 319           | 342           | 314           | 6,58       | 47,7                           |
| Nyésta           | Gemeinde | Szikszó              | 49            | 44            | 41            | 6,89       | 6,0                            |
| Pamlény          | Gemeinde | Encs                 | 45            | 41            | 38            | 12,40      | 3,1                            |
| Rásonysápberencs | Gemeinde | Szikszó              | 585           | 613           | 568           | 9,12       | 62,3                           |
| Selyeb           | Gemeinde | Szikszó              | 460           | 475           | 452           | 16,64      | 27,2                           |
| Szászfa          | Gemeinde | Encs                 | 134           | 120           | 105           | 12,13      | 8,7                            |
| Szentistvánbaksa | Gemeinde | Szikszó              | 262           | 275           | 277           | 6,56       | 42,2                           |
| Szikszó          | Stadt    | Szikszó              | 5.631         | 5.582         | 5.307         | 36,23      | 146,5                          |
| Kreis Szikszó    |          |                      | 17.431        | 17.485        | 16.926        | 302,19     | 56,0                           |